# 金螳螂

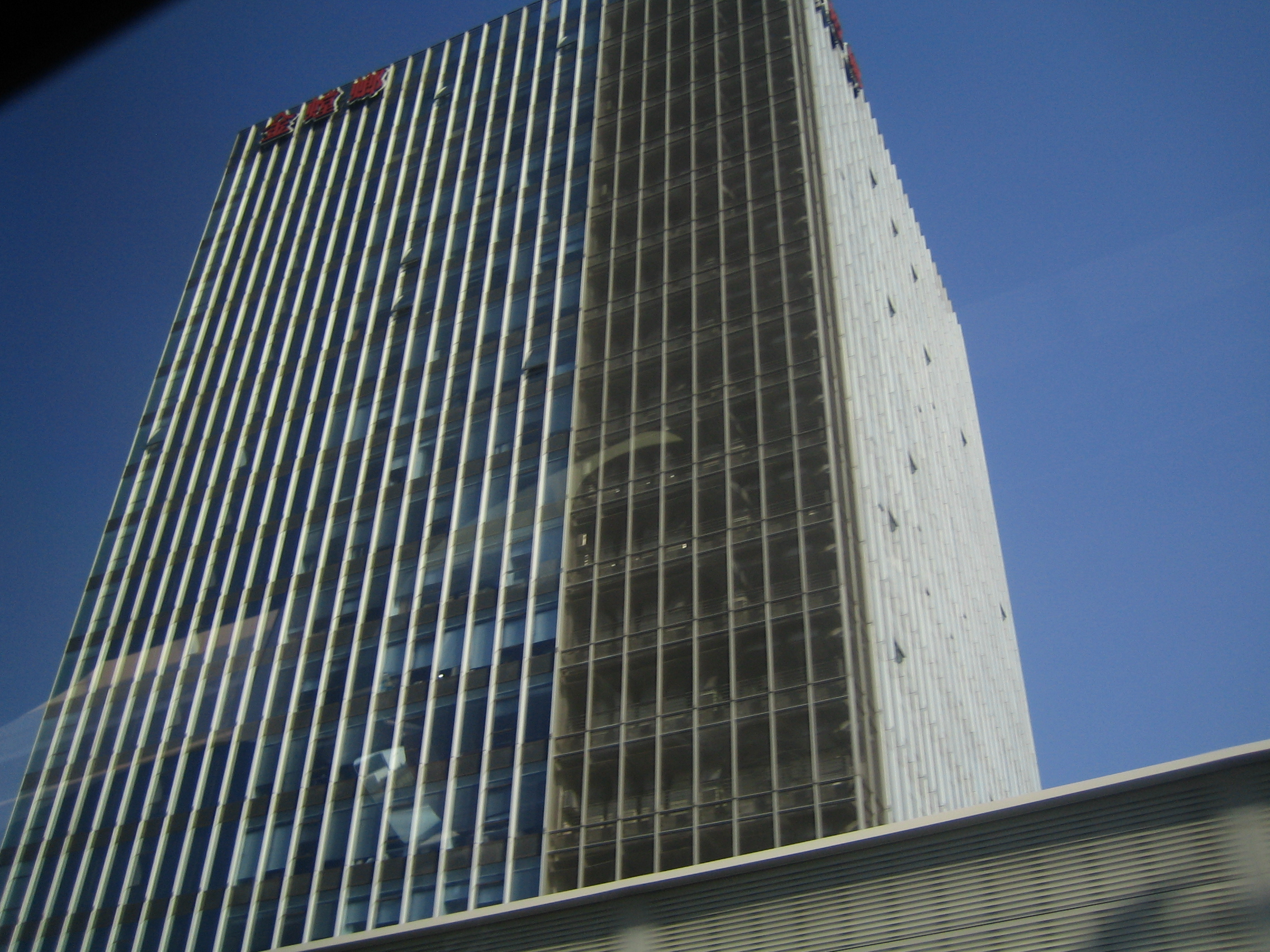
金螳螂位于西环路888号的办公大楼

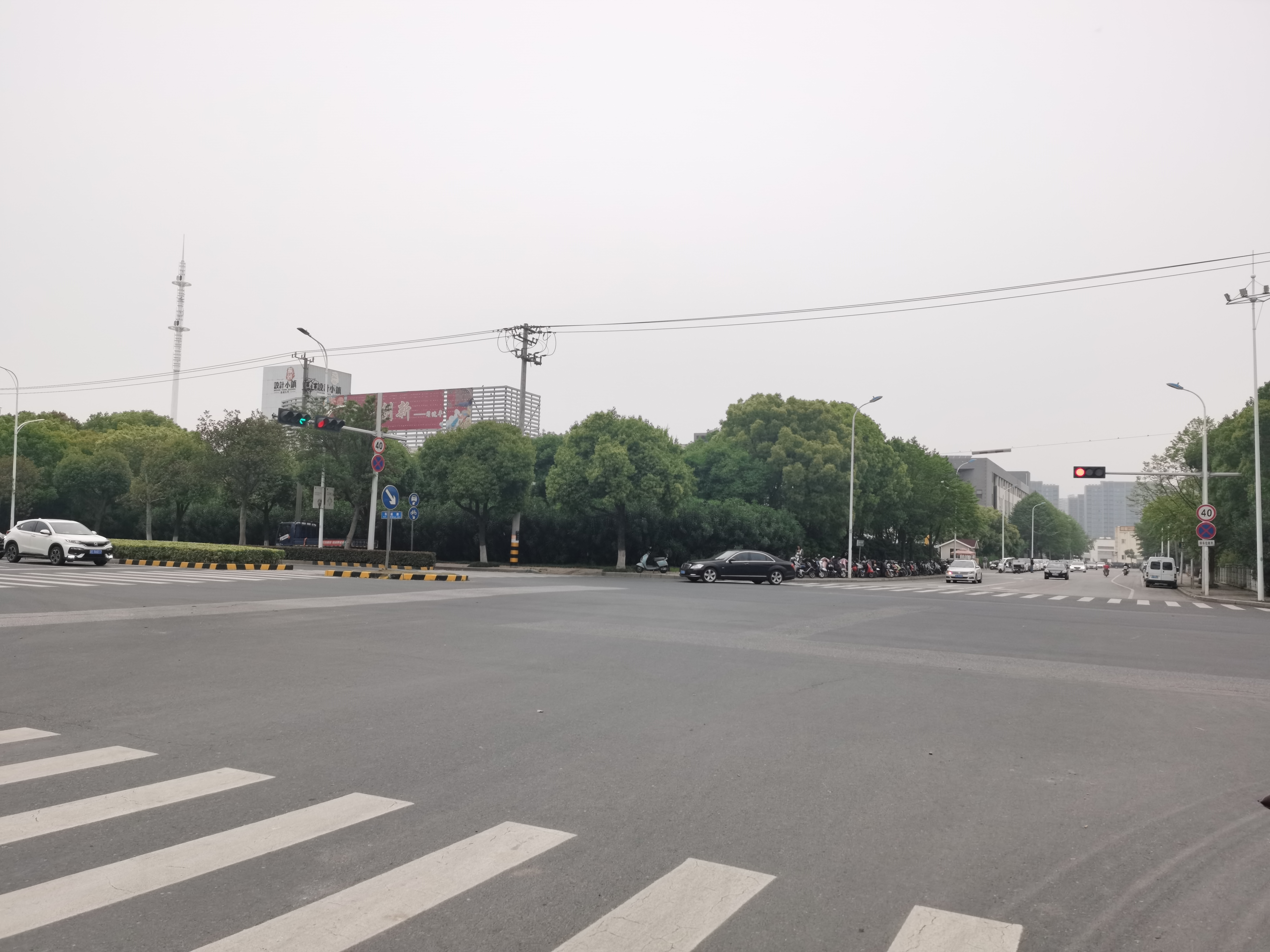
金螳螂公司拥有的苏州设计小镇

苏州金螳螂建筑装饰股份有限公司（英語：Suzhou Gold Mantis Construction Decoration Co.,Ltd.；深交所：002081，简称：金螳螂），是中国深圳证券交易所的一家上市公司，是一家以室内装饰为主体，融幕墙、景观、软装、家具、机电设备安装等为一体的建筑装饰集团。

## 历史
金螳螂前身为1986年成立的吴县园林建筑装潢公司。1993年1月8日金螳螂建筑装饰有限公司成立，1995年金螳螂获得建筑装饰专业承包一级资质和建筑装饰专项设计甲级资质。2000年苏州金螳螂企业（集团）有限公司成立。2002年荣获中国建筑装饰协会首届中国建筑装饰企业百强企业第一名。2006年，“金螳螂”商标被认定为“中国驰名商标”，是中国装饰行业第一个驰名商标；同年11月20日，金螳螂股票正式在深圳证券交易所挂牌上市，是中国装饰行业首家上市公司。2010年获评“2010 CCTV中国年度品牌”。2015年，金螳螂家成立，进军家装电商市场。但在2019年，金螳螂·家关闭转让49家门店，2020年4月内部通知剩余93家门店转加盟，近两百家直营店仅剩2家。其转让的原因是金螳螂用公装运营的思路做家装业务。

## 代表性项目
鸟巢、人民大会堂、国家大剧院、上海中心大厦、北京大兴国际机场、北京中国尊、G20峰会主会场等。

## 子公司
- HBA联合酒店顾问有限公司（中国）
- 苏州美瑞德建筑装饰有限公司
- 苏州金螳螂幕墙有限公司
- 苏州金螳螂园林绿化景观有限公司
- 苏州金螳螂软装艺术有限公司
- 苏州金螳螂建设投资有限公司
- 苏州朗捷通智能科技有限公司
- 苏州金螳螂怡和科技有限公司
- 苏州博朗明科技有限公司
- 金螳螂家装电子商务（苏州）有限公司
- 金螳螂装配科技（苏州）有限公司
- 金螳螂精装科技（苏州）有限公司
- 苏州金螳螂三维软件有限公司
- 苏州金螳螂文化发展股份有限公司[5]

## 荣誉
公司连续19年荣获“中国建筑装饰行业百强”第1名，累计获得中国建设工程鲁班奖134项，中国装饰奖483项。曾荣获《福布斯》“亚太最佳上市公司50强”、“中国最受尊敬上市公司10强”、“中国上市公司百强”、“中国最有价值品牌500强”、“中国绿色建筑装饰品牌最具影响力机构”、“全国优秀施工企业”、“江苏省优秀装饰企业”等荣誉。

## 争议

### 贿赂丑闻
2014年1月，金螳螂实际控制人朱兴良因涉嫌行贿，被检察机关批准执行逮捕。此前在2013年7月27日，检察机关对朱兴良执行监视居住。随后有媒体曝出，朱兴良被调查或与时任南京市长季建业落马一事有关，强调朱兴良与季建业私交较好，此次或涉及金螳螂在扬州和南京的多项工程。2015年2月，朱兴良被取保候审。
2019年10月8日，金螳螂公告称公司董事、总经理曹黎明因个人原因正配合相关部门协助调查。翌日公司派遣法务人员了解事件情况，后收到相关部门的《留置通知书》和《立案通知书》。根据有关规定，曹黎明因个人涉嫌行贿被实施留置调查。2020年12月，原海南省高级人民法院副院长张家慧案一审判决书披露了行贿人名单及细节。判决书显示，金螳螂总经理曹黎明在2017年5月请托张家慧和丈夫刘远生，为其公司装饰合同纠纷案提供帮助，在海口市水云天小区云天咖啡厅停车场向刘远生行贿300万元。刘收钱后告知张家慧，张利用职务便利，向负责该案二审的三亚中院院长李庆、副院长陈恒打电话，要求支持金螳螂公司诉求。但并未如愿，二审驳回金螳螂公司上诉，维持原判，金螳螂公司支付违约金605万元。2018年下半年，刘远生在水云天小区云天咖啡厅停车场收受曹黎明200万元。根据案发时间和违约金金额可知，上述案件系金螳螂与三亚泰德之间的建设工程合同纠纷。一审判决裁定，金螳螂未按期完工，构成根本违约，金螳螂应向三亚泰德支付违约金605万元；但三亚泰德同样应向金螳螂支付尚欠工程款288.53元并退还履约保证金98.11万元。抵消后，金螳螂应向三亚泰德支付违约金218.36万元。三亚中院2017年11月给出的二审判决称，维持一审判决。但2018年12月，海南省高级人民法院又给出民事裁定书称，二审判决认定金螳螂公司违约应当承担逾期完工违约金错误，指令三亚中院再审此案。对于此案是否会重审，以及上述贿赂金来自曹黎明个人还是公司，金螳螂董秘办公室回应称未听说所涉案件要重审的消息，金额来源暂不明。

### 与恒大关系
2008年金螳螂开始与恒大集团有业务往来。2010年双方签署战略合作协议，约定恒大每年为金螳螂安排约30亿元的施工任务。2012年恒大成为金螳螂第一大客户，当年对恒大的收入达到9.36亿元，占比6.71%。根据金螳螂2019年、2020年年报显示，对其第一大客户恒大的营收占比逐渐提高，一度超过20%。2021年，金螳螂声明已暂停承接恒大集团及其成员企业项目；同年12月，金螳螂公告称公司起诉恒大涉及的案件共694件，案涉标的额共8.82亿元，另公司持有的恒大系客户应收票据、应收账款等应收债权共计77.3亿元。根据金螳螂2021年年报显示，公司实现营业收入253.74亿元，同比下滑18.79%；受恒大债务危机影响，净亏损49.5亿元，同比下滑308.52%。